# Uplink
För Half-Life demot, se Half-Life: Uplink.
Uplink är ett datorspel utvecklat av Introversion Software. Spelaren intar rollen som en hacker, kallad agent, i tjänst hos företaget "Uplink Corporation". Spelet går ut på att mot betalning ta sig in i olika datorer på internet för att stjäla, ändra eller radera olika uppgifter, allt medan man blir spårad och jagad av företagen som äger dessa servrar.
Pengarna som spelaren tjänar används till att uppgradera mjuk- och hårdvara för att kunna tackla svårare och svårare mål. Allt eftersom spelaren klarar mer stiger denne också i rang och får svårare men bättre betalda uppdrag. Uplink Corporation lånar i spelets början ut pengar och utrustning så att spelaren kan komma igång och tillhandahåller dessutom en BBS där spelaren kan hitta och acceptera olika uppdrag samt köpa uppgraderingar och information.
Uplinks stil är klart influerad av Hollywoods tolkning av hackning som den porträtteras i filmer som Sneakers, War Games och Swordfish, med ett gränssnitt och gameplay som fokuserar mer på stämning och effekter än att försöka efterlikna verkligheten. Spelet innehåller även en hel del skämt och passningar till sina inspirationskällor.

## Handling
I början av spelet antar spelaren enbart diverse uppdrag och försöker utföra dem, samt utrustar och uppgraderar sin utrustning. Efter ett tag får dock spelaren ett email från den högst rankade agenten, ett automatiskt meddelande som skickats till alla agenter efter att dennes dator inte använts på 14 dagar. Meddelandet säger att agenten på grund av detta förmodligen är död. Brevet berättar vidare att agenten har jobbat för ARC, Andromeda Research Corporation, och att det verkar pågå suspekta och mystiska saker där.
Här börjar spelets storyline, där spelaren får välja att jobba för ARC, som skapar ett virus kallat Revelation med målet att totalt slå ut internet, eller företaget Arunmor, som skapar ett antivirus kallat Faith, med målet att förhindra detta.
Beroende på hur spelaren agerar kan berättelsen sluta på ett flertal olika sätt och det finns stor handlingsfrihet; spelaren kan till och med ignorera berättelsen helt och hållet för att bara hacka fritt.

## En aktiv gemenskap
Uplink har samlat ett stort antal hängivna spelare med veteraner från många länder, fast de flesta kommer från USA eller Storbritannien. Det finns bland annat ett välbesökt forum på Introversions officiella webbplats, och en IRC-server på irc.uplinkcorp.net.

## Källkod och modifikationer
År 2003 började Introversion Software sälja ett paket med källkoden till Uplink, så att de som köper paketet och har vissa kunskaper i programmering kan skapa egna modifikationer av spelet. Ett antal tillägg, påbyggnader och förändringar skapade av entusiaster finns samlade på webbplatsen Modlink.
Den populäraste modifikationen är nog FBI-modifikationen, som lägger till byråns databas som ett möjligt mål i spelet, vilket bland annat ger möjligheten att arrestera oskyldiga människor, eller släppa brottslingar. Skaparen av modifikationen lade även till ett sprinklersystem som man kan hacka sig in i, med inspiration från filmen Hackers.
Just nu skrivs en ny stor modifikation vid namn Onlink. I Onlink fördubblas funktionerna, man kan då hacka in sig i vanliga personers datorer, man är tvungen att skydda sin egen dator mot andra hackers och man kan till och med helt byta operativsystem. Spelet finns tillgängligt i beta-versioner för testning till Windows och Linux.
Introversion Software har i dagsläget slutat uppdatera och patcha Uplink och överlåter istället buggfixar och underhåll till den aktiva communityn.

## Versioner av spelet
Spelet släpptes år 2001 till Windows och Linux av det brittiska företaget Introversion Software. Spelet porterades senare även till Mac OS Classic och Mac OS och gavs ut av Ambrosia Software.
Strategy First gav ut en version för den amerikanska marknaden under namnet Uplink: Hacker Elite, själva spelen är dock identiska. Strategy First har sedermera gått i konkurs och den versionen distribueras numera av Stardock.